# Глэдман, Бретт
Бретт Глэ́дман (англ. Brett J. Gladman; 19 апреля 1966, Уэтаскивин, провинция Альберта, Канада) — профессор физики и астрономии в Университете Британской Колумбии в Ванкувере (Канада). Бретт Глэдман является первооткрывателем, либо соавтором открытия многих небесных тел в Солнечной системе — астероидов, комет пояса Койпера и многих спутников планет-гигантов:
- Уран: Калибан, Сикоракса, Просперо, Сетебос, Стефано и Фердинанд.
- Сатурн: десяток спутников, каждый из которых назван именами инуитских, галльских и норвежских богов, и объединён в группы по теме. Спутник Имир был открыт в обсерватории Лазурного берега[1].
- Нептун: спутник Несо.
- Юпитер: лично и совместно открыто 6 спутников.

Его именем был назван астероид (7638) Глэдман (1984 UX).